# Los modernos
Los modernos: un drama sexual és una pel·lícula uruguaiana de 2016. Dirigida per Mauro Sarser i Marcela Matta, és una comèdia dramàtica protagonitzada pel mateix Sarser i Noelia Campo sobre sis persones de trete d'anys que han de triar entre ser pares, realitzar-se com a professionals i alliberar-se sexualment.

## Sinopsi
Tres parelles es troben el a situació que han d'escollir entre ser pares, entre realitzar-se de manera professional o bé alliberar-se sexualment. Durant una nit parlaran sobre l'estil de vida, la llibertat, el sexe i l'amor, posant en dubte els paràmetres que regeixen els valors contemporanis,

## Repartiment
- Noelia Campo ... Clara
- Mauro Sarser ... Fausto
- Federico Guerra ... Martín
- Stefania Tortorella ... Ana
- Marie Hélène Wyaux ... Fernanda

## Premis
Va rebre el premi del públic a la millor pel·lícula a la XXIII Fire!! Mostra Internacional de Cinema Gai i Lesbià.